# Dàrsena

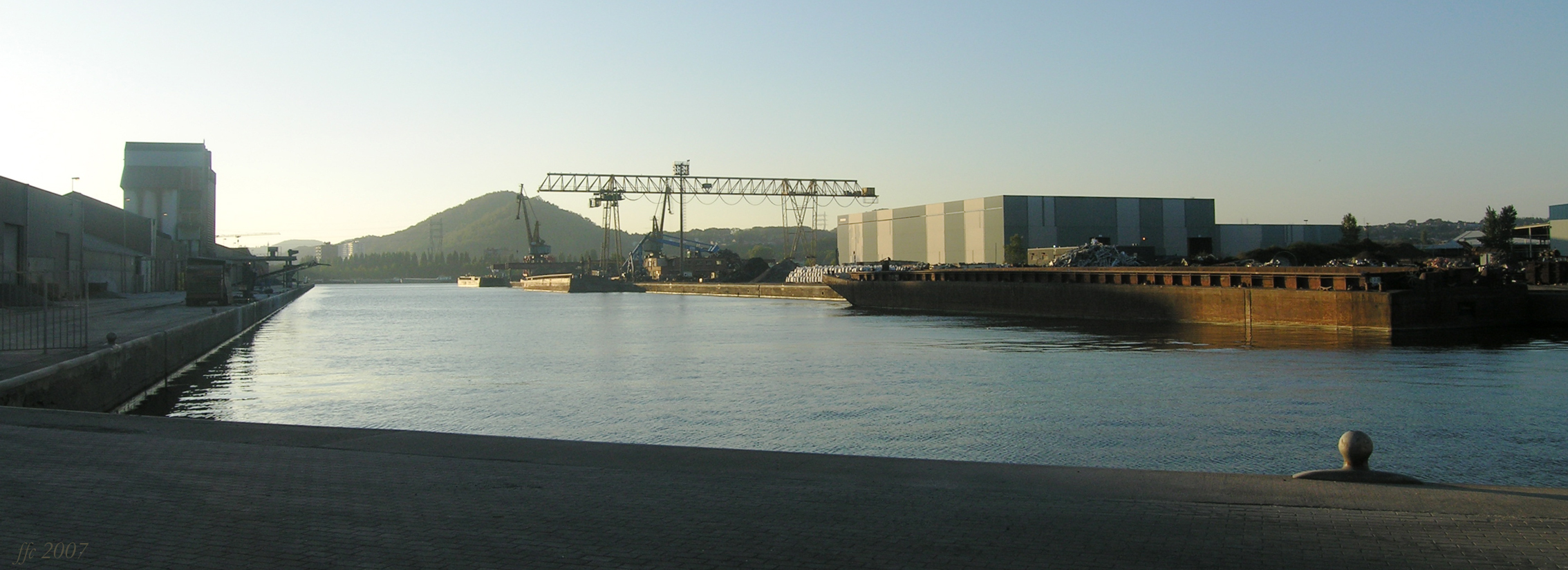
Dàrsena a la vora del canal Albert al port de Lieja

Una dàrsena (de l'àrab dār aṣ-ṣinā'ah) és una part protegida artificialment en aigües navegables, que serveix com a embarcador o per a la càrrega i descàrrega còmoda de les embarcacions.
El mot deriva de l'àrab dār aṣṣinā'ah (dār significa «casa» i aṣ-ṣinā'ah vol dir «l'art» o «la fabricació»), és a dir la «casa per treballar», referit originàriament a un moll on es fabricaven i reparaven embarcacions. El terme dār aṣṣinā'ah també va donar origen a les paraules arsenal i drassana.
Inicialment, la majoria dels ports es limitaven als molls construïts a la vora del mar o d'un riu. Tot i que es troben traces de dàrsenes molt antigues, la construcció va emprendre per de bó vers de la fi del segle xviii. Per la revolució industrial, la capacitat dels molls va començar a ésser massa limitada per a acceptar el creixement del trànsit aquàtic. També se cercaven solucions per a protegir els vaixells del corrent, de les tempestats i, als ports sotmesos als moviments de la marea, del canvi de nivell permanent. A la vora del mar o del riu s'escaven entrades artificials fins a una badia amb molls als quatre costats. Quan cal protegir-se de la marea, es construeix una resclosa a dues portes en l'entrada del port.